# Odilon Kossounou
Odilon Kossounou (4 januari 2001) is een Ivoriaans voetballer, die doorgaans speelt als centrale verdediger. Hij verruilde Bayer Leverkusen in juli 2025 voor Atalanta Bergamo, dat hem het voorgaande jaar al huurde. Kossounou debuteerde in 2020 in het Ivoriaans voetbalelftal.

## Clubcarrière

### Hammarby IF
Kossounou doorliep de jeugdreeksen van ASEC Mimosas, een voetbalclub uit zijn geboorteland Ivoorkust. In januari 2019 werd hij overgenomen door Hammarby IF. Op 1 april 2019 maakte Kossounou zijn debuut in de Allsvenskan. Van trainer Stefan Billborn mocht hij de volledige wedstrijd spelen tegen IF Elfsborg die uiteindelijk eindigde in een gelijkspel, 1-1. Hij speelde dertien wedstrijden in zijn eerst en enige wedstrijd voor Hammarby.

### Club Brugge
Op 8 mei 2019 werd bekend dat Kossounou een vierjarig contract had getekend bij Club Brugge. De overeenkomst ging op 1 juli 2019 in en de transfersom bedroeg rond de 2,8 miljoen euro. Eerder was de verdediger ook gelinkt aan KRC Genk. Op 18 oktober maakte hij tegen Excelsior Moeskroen zijn debuut. Op 6 november maakte Kossounou zijn debuut in de UEFA Champions League: tegen Paris Saint-Germain FC speelde hij 90 minuten, net als een maand later tegen Real Madrid CF. Vervolgens werd Club Brugge in de tussenronde van de UEFA Europa League uitgeschakeld door Manchester United FC.
In het seizoen 2020/21 veroverde Kossounou definitief een basisplaats. Op 17 januari 2021 scoorde Kossounou zijn eerste en enige treffer voor Club Brugge, in de met 0-3 gewonnen uitwedstrijd met Beerschot Voetbalclub Antwerpen. Aan het einde van het seizoen werd Kossounou landskampioen met Club Brugge. In totaal speelde hij 53 wedstrijden voor Club.

### Bayer Leverkusen
Kossounou werd in juli 2021 door Bayer Leverkusen overgenomen van Club Brugge voor een bedrag van 23 miljoen euro, inclusief bonussen. Op 7 augustus maakte Kossounou in de bekerwedstrijd tegen 1. FC Lokomotive Leipzig met een assist zijn debuut voor Bayer Leverkusen. Een week later maakte hij tegen Union Berlin ook zijn debuut in de Bundesliga. Hij speelde afwisselend als centrale verdediger of rechtsback in zijn eerste anderhalf jaar. Op 12 november 2023 scoorde hij zijn eerste doelpunt voor Bayer Leverkusen in de met 4-0 gewonnen wedstrijd tegen 1. FC Union Berlin. Dat seizoen deed Bayer een serieuze poging naar het kampioenschap. Eind maart stond Bayer aanzienlijk voor op nummer twee FC Bayern München, dat de laatste elf seizoenen landskampioen was geworden. Op 14 april won hij met Bayer de Bundesliga door Werder Bremen met 5-0 te verslaan.

## Clubstatistieken
| Seizoen | Club             | Competitie      | Competitie | Competitie | Beker | Beker | Internationaal | Internationaal | Totaal | Totaal |
| Seizoen | Club             | Competitie      | Wed.       | Dlp.       | Wed.  | Dlp.  | Wed.           | Dlp.           | Wed.   | Dlp.   |
| ------- | ---------------- | --------------- | ---------- | ---------- | ----- | ----- | -------------- | -------------- | ------ | ------ |
| 2019    | Hammarby IF      | Allsvenskan     | 9          | 0          | 4     | 0     | —              | —              | 13     | 0      |
| 2019/20 | Club Brugge      | Eerste Klasse A | 7          | 0          | 1     | 0     | 4              | 0              | 12     | 0      |
| 2020/21 | Club Brugge      | Eerste Klasse A | 32         | 1          | 2     | 0     | 7              | 0              | 40     | 1      |
| 2021/22 | Club Brugge      | Eerste Klasse A | 0          | 0          | 1     | 0     | 0              | 0              | 1      | 0      |
| 2021/22 | Bayer Leverkusen | Bundesliga      | 27         | 0          | 1     | 0     | 5              | 0              | 33     | 0      |
| 2022/23 | Bayer Leverkusen | Bundesliga      | 24         | 0          | 1     | 0     | 10             | 0              | 35     | 0      |
| 2023/24 | Bayer Leverkusen | Bundesliga      | 18         | 1          | 3     | 0     | 5              | 0              | 26     | 1      |
| Totaal  | Totaal           | Totaal          | 117        | 2          | 13    | 0     | 31             | 0              | 160    | 2      |

## Erelijst
| Competitie              |       |                  |
| Aantal                  | Jaren |                  |
| Club Brugge             |       |                  |
| Landskampioen België    | 2x    | 2019/20, 2020/21 |
| Belgische Supercup      | 1x    | 2021             |
| Bayer Leverkusen        |       |                  |
| Landskampioen Duitsland | 1x    | 2023/24          |
| DFB-Pokal               | 1x    | 2023/24          |
| DFL-Supercup            | 1x    | 2024             |